# جون مكاي
جون مكاي (بالإنجليزية: John McKay)‏ (1 نوفمبر 1898 بغلاسكو في المملكة المتحدة - ) هو مدرب كرة قدم ولاعب كرة قدم بريطاني (وحمل سابقاً جنسية المملكة المتحدة لبريطانيا العظمى وأيرلندا) في مركز مهاجم داخلي. شارك مع منتخب اسكتلندا لكرة القدم. أما مع النوادي، فقد لعب مع بلاكبيرن روفرز ونادي سلتيك ونادي ميدلزبره ونادي هيبرنيان.

## وصلات خارجية
- جون مكاي على موقع قاعدة بيانات كرة القدم.إي يو (الإنجليزية)